# Stenus gratriosus
Stenus gratriosus är en skalbaggsart som beskrevs av Thomas Casey. Stenus gratriosus ingår i släktet Stenus och familjen kortvingar. Inga underarter finns listade i Catalogue of Life.